# Mofatuning
Als Mofatuning (umgangssprachlich auch Mofa-Frisieren genannt) wird das Tuning von Mofas mit einem maximalen Serienhubraum von 50 cm³ und einer bauartbedingten Höchstgeschwindigkeit von 25 km/h (in Deutschland), 30 km/h (in der Schweiz) bzw. 45 km/h (in Österreich) bezeichnet. Diese Fahrzeuge können durch Leistungssteigerungen auf Höchstgeschwindigkeiten von über 100 km/h gebracht werden. Ermöglicht wird dies durch einfache Konstruktion und hohes Tuningpotential der lange verwendeten Zweitaktmotoren in diesen Fahrzeugen.
Damit trotz solcher Umbauten die Betriebserlaubnis erhalten bleibt, ist unter bestimmten Voraussetzungen eine Begutachtung durch einen amtlich anerkannten Sachverständigen möglich und in jedem Fall erforderlich. Zudem wird für das Führen dieser Fahrzeuge eine entsprechende Fahrerlaubnis benötigt (eine Mofa-Prüfbescheinigung reicht nicht aus). Werden die modifizierten Fahrzeuge nur abseits des öffentlichen Straßenverkehrs gefahren, kann eine Begutachtung durch einen Sachverständigen und entsprechende Anmeldung bei der Zulassungsstelle entfallen. Allerdings lässt sich nicht jedes modifizierte Mofa zu einem Kleinkraftrad oder Leichtkraftrad umschreiben. Häufige Probleme sind hier die Notwendigkeit von Festigkeitsgutachten für Rahmenteile (meistens ab einer Leistungssteigerung von mehr als 40 % der höchsten Originalleistung, welche bei einer Ursprungsleistung von 1–3 PS schnell überschritten werden), entsprechend geprüften Bremsen sowie (ne nach Baujahr) Abgas- und Geräuschwertgutachten.
Umgangssprachlich wird von frisieren gesprochen, wenn Gegenstände durch gezielte Modifikation aufgewertet werden; man spricht dann zum Beispiel von frisierten Mofa.

## Tuningmaßnahmen

### Resonanzauspuff
Die originale, einfache Auspuffanlage kann durch einen Resonanzauspuff ersetzt werden. Dieser besteht aus gegeneinander angeordneten Konen und reflektiert die vom Zylinder ausgehende Abgaswelle zum Teil. Dadurch wird ein Teil des beim Zweitaktmotor konstruktionsbedingt in den Auspuff entweichenden Frischgases (Spülverlust genannt, siehe: Umkehrspülung) wieder in den Brennraum gedrückt.

### Vergaseranpassungen
Es ist möglich, einen Vergaser mit größerem Durchlass-Querschnitt zu montieren, so dass mehr Kraftstoff-Luft-Gemisch in den Zylinder gelangt, falls zusätzlich der Einlasskanal im Zylinder angepasst wurde. Eine kostengünstigere Variante, die aber einiges an handwerklichem Geschick erfordert, ist das sogenannte Aufbohren des Vergasers. Hierbei wird durch mechanische Bearbeitung der Vergaserquerschnitt erhöht und außerdem eine größere Hauptdüse verwendet.
Es ist darauf zu achten, dann auch die direkten Anbauteile wie den Ansaugstutzen und den Luftfilter entsprechend größer zu dimensionieren. Nur ein größerer Vergaser ohne passenden Ansaugstutzen erzielt keine Wirkung auf die Motorleistung und erschwert das Abstimmen des Vergasers erheblich. Ein Rennluftfilter ist nicht immer nötig, oft sogar sehr unsinnig. Der Standardluftfilter zieht, Voraussetzung ist ein sauberer Filtereinsatz, meist mehr als genug Luft für Tuning an einem 50 cm³-Zylinder. Außerdem weist er Vorteile wie das Dämpfen des Ansauggeräusches auf.
Wenn die Luft nicht reicht, ist es auch weit verbreitet, in den originalen Luftfilterkasten Löcher zu bohren, und mit textilen Geweben über dem Luftfilter zu filtern.

### Ändern der Übersetzung
Die einfachste Möglichkeit, eine Veränderung der Geschwindigkeit oder der Beschleunigung zu erzielen, ist die Veränderung der Übersetzung vom Motor auf das angetriebene Rad. Hierbei muss zwischen verschiedenen Antriebsarten unterschieden werden. Zum einen gibt es den Kettenantrieb. Hier können sowohl das Ritzel als auch das Kettenblatt getauscht werden. Je kleiner das Ritzel gegenüber dem Kettenblatt gewählt wird, desto höher ist die resultierende Endgeschwindigkeit zu Lasten der Beschleunigung; je größer es ist, desto größer wird die Beschleunigung zu Lasten der Höchstgeschwindigkeit. Genau andersherum verhält es sich bei Veränderung der Größe des Kettenblattes.
Weiter gibt es noch den Riemenantrieb, bei dem aber auch zwischen Mono-Antrieb und Variator-Antrieb unterschieden werden muss. Bei der Mono-Übersetzung gilt im Prinzip dasselbe wie beim Kettenantrieb, allerdings werden hier die Riemenscheiben ausgetauscht. Bei Mofas mit Variator-Getriebe ist der Tausch der Riemenscheiben nicht möglich, hier muss direkt der Variator oder die komplette Baugruppe getauscht werden.
Bei Mofas, welche ohne Kette angetrieben werden, wie zum Beispiel beim Hersteller Puch oder weiteren funktioniert ein entsprechender Umbau nur durch spezielle Anbauteile, oder durch Anpassung des Getriebes.

### Steuerzeiten und Verdichtung

#### Bearbeitung des Kolbens
Da die Steuerung von Ein- und Auslasszeiten beim Zweitaktmotor meistens durch Schlitze in der Zylinderwand erfolgt, die vom Kolben verschlossen bzw. freigegeben werden, ist es möglich, durch mechanische Bearbeitung des Kolbens diese Vorgänge zu beeinflussen. Hier werden grundsätzlich zwei Vorgehensweisen unterschieden. Es kann entweder das Kolbenhemd, der Teil des Kolbens, welcher an der Wandung des Zylinders entlang gleitet, an den betreffenden Stellen um das richtige Maß gekürzt werden, um somit die Schlitze für den Einlass früher und länger zu öffnen. Dies hat eine Veränderung der Laufeigenschaften und eine Verschiebung der Maximalleistung in zumeist höhere Drehzahlen zur Folge. Durch die Kürzung der Lauffläche des Kolbens neigt dieser aber vermehrt zum Kippen, wodurch seine Stabilität abnimmt, was unter Umständen zu Motorschäden führen kann.
Die zweite Möglichkeit, den Kolben zu modifizieren, ist die Bearbeitung seiner Oberseite, dem Kolbenboden. Die Vorgehensweise ist hier grundsätzlich dieselbe. Bei einigen Motoren gibt der Kolben die Auslass- und Überströmschlitze nicht ganz frei, wenn er sich auf dem untersten Punkt seiner Laufbahn, dem unteren Totpunkt befindet. Es wird nun an den entsprechenden Stellen des Kolbenbodens Material abgenommen, sodass der Kolben die Schlitze vollständig freigeben kann.

#### Bearbeitung des Zylinders
Am Zylinder können vielerlei Modifikationen vorgenommen werden, die sich hauptsächlich auf die Umgestaltung der Steuerschlitze in der Zylinderwandung beziehen. Es ist möglich, diese Schlitze in Form und Größe zu verändern, um die Steuerzeiten und somit die Laufeigenschaften des Motors anzupassen und zu optimieren. Meist betreffen diese Änderungen den Auslass und den Einlass, um diese früher öffnen zu lassen und durch deren Vergrößerung den Fluss von Frisch- und Abgas zu verbessern. So wird die maximale Leistung des Motors zumeist in höhere Drehzahlbereiche gelegt. Seltener werden die Überströmkanäle modifiziert, diese sind wegen ihrer erschwerten Zugänglichkeit meistens nur mit entsprechendem Spezialwerkzeug (z. B. Winkelfräse) zu bearbeiten.
Eine weitere Möglichkeit ist die Verdichtungserhöhung durch Abdrehen des Zylinders, des Zylinderkopfes oder durch verwenden einer dünneren Zylinderfußdichtung. Dabei ist mit einem Leistungszuwachs zu rechnen. Je nach Ausmaß der Verdichtungsänderung ist ein Kraftstoff mit höherer Klopffestigkeit notwendig.

### Tuning-Zylindersätze
Eine andere Möglichkeit der Leistungssteigerung ist, den Hubraum durch sogenannte Tuning-Zylindersätze zu vergrößern. Durch Zylinder und Kolben mit größerem Bohrungsdurchmesser wird eine größere Kolbenbodenfläche erreicht, auf die der Verbrennungsdruck wirkt. Durch größere Ein- und Auslässe sind Rennvergaser mit einem größeren Querschnitt und Auspuffe mit einem größeren Rohr vonnöten. Meist sind in den Tuning-Zylindersätzen noch zusätzliche Überströmer (Boostports) eingearbeitet, im Vergleich zu Serienzylindern meistens vier anstatt zwei Überströmerkanälen. Mit solchen Zylinderkits ist eine recht hohe Leistungsausbeute von etwa 14–35 PS möglich.

## Optisches Tuning

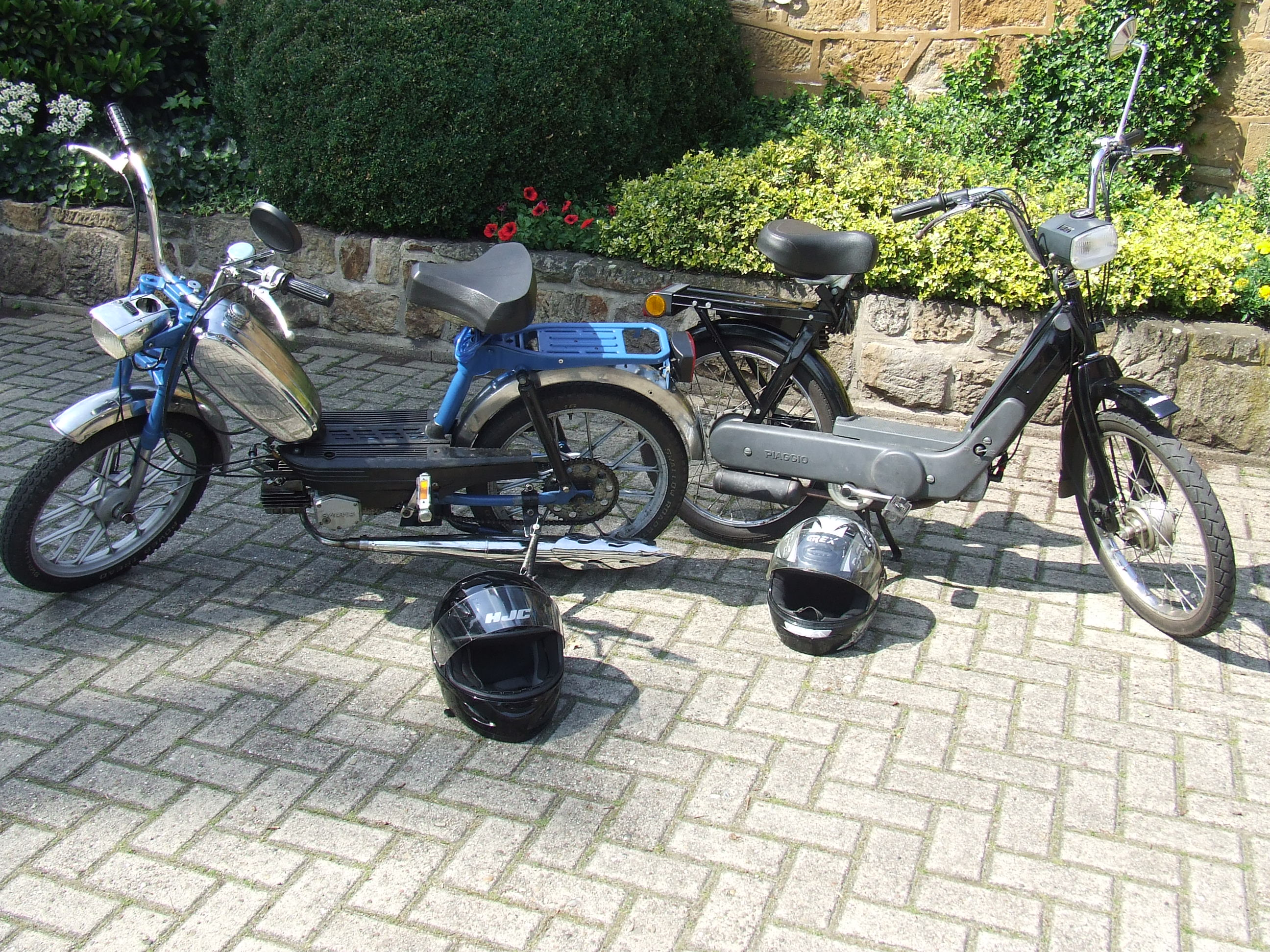
Das Hercules-Mofa links mit Alu-Flammen am Auspuff, Seitenständer sowie verchromten Tank.

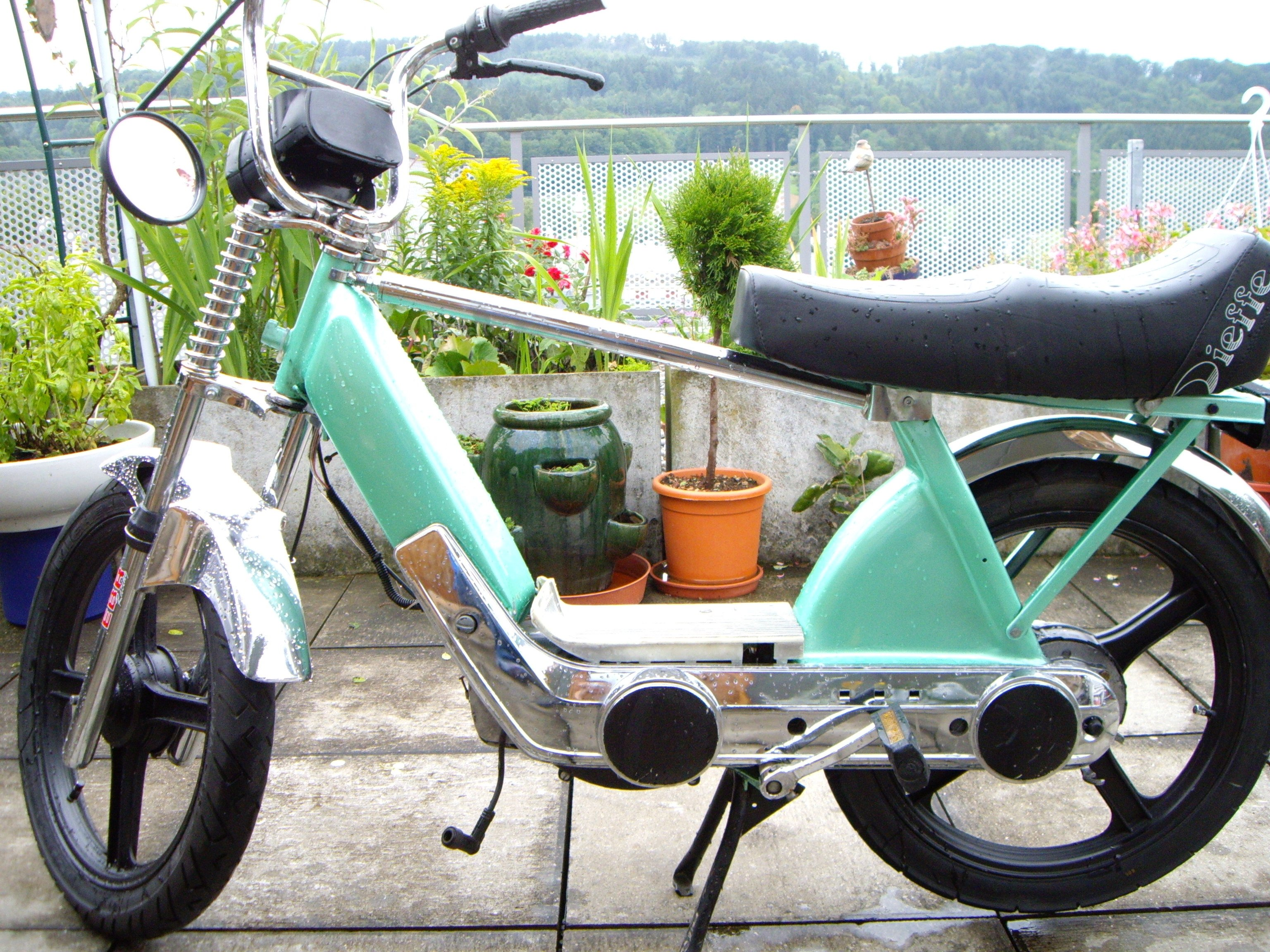
Optisches Tuning an einem Piaggio Ciao. Verspachtelter Rahmen sowie Tuninganbauteile

Zum Verschönern des Mofas werden häufig Teile des Mofas umlackiert oder spezielle Anbauteile, (durch das mittlerweile größere Angebot immer mehr aus der Scootertuningszene) wie z. B. Seitenständer, andere Handgriffe usw. verwendet. Es werden auch immer häufiger sogenannte „Unterbodenbeleuchtungen“ (Neonröhren in verschiedenen Farben) verbaut. Eine weitere Art der optischen Veränderung ist das Verchromen verschiedener Teile wie z. B. des Tanks.
Häufig werden Rahmenteile auch mit sogenanntem Flipfloplack lackiert, der einen mehrfarbigen Effekt im Licht erzeugt. Auch ist das Ummontieren des Rückspiegels am Lenker verbreitet, so dass der Spiegel unten am Lenker hängt. Ebenfalls werden wie in der Motorradszene Alu-Flammenmodelle am Auspuff und Tank montiert (siehe Bild rechts).
Auch Lenker anderer Bauformen, z. B. „M-Lenker“ oder leicht gebogenen, fast geraden Lenkerstangen werden montiert.
Außerdem sind seitlich angebrachte Versicherungskennzeichen beliebt.
Durch manch technische, nicht eintragungsfähige bzw. eingetragene Veränderung kann die Betriebserlaubnis des Fahrzeugs erlöschen.

## Rechtslage
Wer ein Mofa „frisiert“, muss es, vorausgesetzt man will damit im öffentlichen Straßenverkehr fahren, durch einen Sachverständigen bei einer anerkannten Prüforganisation begutachten lassen und auf Grundlage dieses Gutachtens eine entsprechende Betriebserlaubnis bei der Zulassungsstelle beantragen. Dieser Vorgang ist aber in den meisten Fällen teuer sowie aufwendig (z. B. wenn kein höher motorisiertes Modell existiert auf Grund dessen Daten eine Eintragung erfolgen kann). Je nach Baujahr des Fahrzeugs müssen Geräusch- und Abgaswerte eingehalten werden. Schon kleinere Abweichungen können eine Ummeldung scheitern lassen. Meist scheitern entsprechende Gutachten an der Abnahme der Bremsanlage und dem Fahrgestell, da für Leistungssteigerung über 40 % der höchsten Serienleistung meistens Festigkeitsgutachten für die Rahmenkomponenten gefordert werden und Bremsanlagen auch einen Nachweis für die neue Höchstgeschwindigkeit brauchen. Zusätzlich hierzu wird (insofern nicht auf ein höher motorisiertes Serienmodell umgerüstet wurde) eine Leistungsmessung des Fahrzeugs benötigt, um die neue Höchstgeschwindigkeit sowie Leistung festhalten zu können.
Da die vom Gesetzgeber bestimmte Höchstgeschwindigkeit von 25 km/h für Mofas relativ niedrig angesetzt ist, sind solche Tuningmaßnahmen sehr beliebt, jedoch bleibt der Erwerb einer passenden Fahrerlaubnis und die Begutachtung durch einen Sachverständigen in den meisten Fällen aus.
In Österreich ist laut einer Erhebung der Polizei mit Stand 2020 jedes zweite Moped frisiert, das heißt, es fährt schneller als 45 km/h.
Bei einer Überschreitung von Höchstgeschwindigkeit, Hubraum und maximaler Leistung des Fahrzeugs ist regelmäßig der Tatbestand des Fahrens ohne Fahrerlaubnis erfüllt. Bei erstmaligem Verstoß werden die Verfahren meistens gegen Auflagen wie z. B. Erziehungsmaßregeln (Sozialstunden) eingestellt. Bei wiederholtem Verstoß sind weiter Folgen unter anderem eine Antragssperre für die Erteilung weiterer Fahrerlaubnisse, Punkte im Verkehrszentralregister bis hin zu Geldstrafen oder Haftstrafen bis zu einem Jahr.
Zusätzlich wird, insofern das Fahrzeug nicht entsprechend Begutachtet und zugelassen wurde, der Tatbestand des Verstoßes gegen das Pflichtversicherungsgesetz erfüllt.

### Versicherung und Tuning
Die Versicherung des Fahrzeughalters muss bei einem Unfall den gegnerischen Schaden zahlen, es besteht jedoch eine Ausnahme: Ist nachweislich das Tuning für den Unfall verantwortlich, hat die Kfz-Haftpflichtversicherung die Möglichkeit, bis zu 5000 € Regressanspruch zurückzufordern. Auch eine Kaskoversicherung muss den entstandenen Schaden am Mofa in solch einem Fall nicht zahlen. Aufgrund des Fahrens ohne Fahrerlaubnis, Versicherungsschutzes und Erlöschen der Betriebserlaubnis nimmt der Fahrer illegal am öffentlichen Straßenverkehr teil, deswegen ist es nicht selten der Fall, dass bei einem Verkehrsunfall, bei dem Personen zu Schaden gekommen sind, hohe Geldstrafen oder monatliches bzw. einmaliges Schmerzensgeld dem Fahrer angehängt werden – im schlimmsten Fall kann sogar eine Gefängnisstrafe drohen, da durch das Tuning fahrlässig gehandelt wurde. Dies kann sogar passieren, wenn den Fahrer nur eine Teilschuld belastet.

### Toleranzen
Die Fertigungstoleranz seitens der Hersteller beträgt ca. 10 %. Dabei orientiert man sich an der bauartbedingten Höchstgeschwindigkeit des Fahrzeugs. Bei einem Mofa liegt die Toleranz bei ca. 2,5–3 km/h – was eine bauartbedingte Höchstgeschwindigkeit von 28 km/h ergibt.